# Antoine L’Hote
Antoine L’Hote (* 27. Mai 2005 in Beuvry) ist ein französischer Radrennfahrer, der im Straßenradsport aktiv ist.

## Sportlicher Werdegang
2022, bereits in seinem ersten Jahr als Junior gewann L’Hote den nationalen Titel im Straßenrennen der Junioren. 2023 wurde er daraufhin Mitglied im U19-Team von AG2R, 2024 wechselte er in das Decathlon AG2R La Mondiale Development Team. Mit einem Etappenerfolg und dem Gesamtsieg bei der Tour d’Eure-et-Loir erzielte er seine ersten internationalen Siege. Zum Abschluss der Saison 2024 gewann er das U23-Rennen von Paris–Tours. 2025 sicherte er sich mit der Olympia’s Tour erneut die Gesamtwertung einer kleineren Rundfahrt.

## Erfolge
2022
- Französischer Junioren-Meister – Straßenrennen

2024
- Gesamtwertung, eine Etappe, Punkte- und Nachwuchswertung Tour d’Eure-et-Loir
- Paris–Tours Espoirs

2025
- Gesamtwertung, eine Etappe und Nachwuchswertung Olympia’s Tour